# 曼托瓦及蒙費拉托爵位繼承戰爭
曼托瓦及蒙費拉托爵位繼承戰爭（義大利語：Guerra di successione di Mantova e del Monferrato，1628－1631年），或稱曼托瓦爵位繼承戰爭，是一個發生於17世紀前期的戰爭，戰爭原因是因貢扎加家族的末代曼托瓦公爵文琴佐二世·貢扎加於1627年12月在沒有合法繼承者的情況下去世而導致的。衝突的兩方是主張由貢扎加-訥韋爾繼承爵位並被教宗烏爾巴諾八世支持的法蘭西王國及威尼斯共和國聯軍，另一方則是反對此主張的神聖羅馬帝國、西班牙王國和薩伏依公國組成的聯軍，這場戰爭通常被包含在三十年戰爭的周圍戰爭之一，是法蘭西王國與哈布斯堡王朝為了爭奪義大利北部的控制權而演變的衝突。

## 戰爭背景

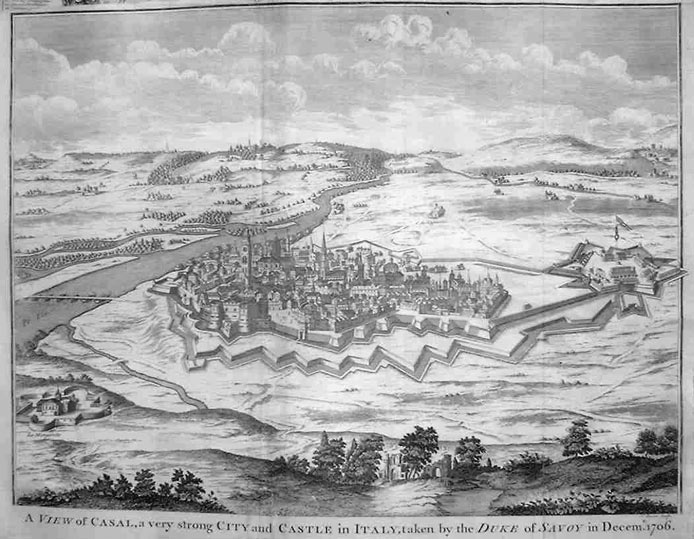
1745年的卡薩萊

曼托瓦公國是一個位於威尼斯共和國旁的公國，是神聖羅馬帝國的眾多附庸國之一，從14世紀起一直都是由貢扎加家族統治，而蒙費拉托公國位於義大利西北方，夾在米蘭公國與薩伏依公國間，原本是由巴列奧略王朝所統治的神聖羅馬帝國封地，於16世紀透過末代女侯爵瑪格麗塔·帕雷歐羅加與費德里科二世·貢扎加的婚姻，成為了貢扎加家族的領地。
1612年12月22日曼托瓦公爵弗朗切斯科四世·貢扎加去世，僅在他的父親文琴佐一世·貢扎加去世的數個月後，弗朗切斯科四世去世時只留有一個3歲的女兒瑪麗亞·貢扎加，弗朗切斯科四世有兩個弟弟，大弟斐迪南多·貢扎加是為教會奉獻的樞機，照理說不能結婚，理當也不能繼承爵位，不過教會最後還是特准了斐迪南多得以辭去聖職前去繼承爵位，而樞機一職則傳給了他的另一個弟弟文琴佐二世·貢扎加，但很不幸的，斐迪南多於1626年同樣沒有留下合法繼承人便過世了，爵位傳給了文琴佐二世。
由於文琴佐二世沒有子嗣且身體狀況很不穩定，他通過將他的姪女瑪麗亞·貢扎加與他的堂侄貢扎加-訥韋爾系的卡洛·貢扎加的婚姻，期望將爵位及領土延續，文琴佐二世於1627年在他姪女的婚禮當天去世。

## 爵位繼承者及他們的支持者

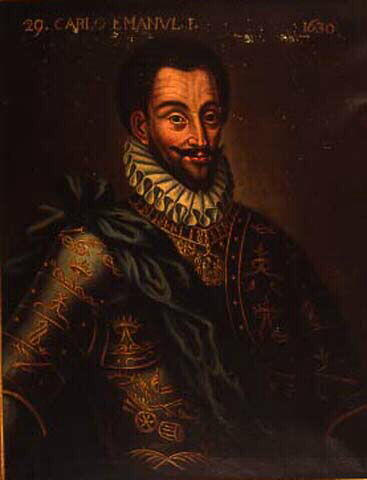
薩伏依公爵卡洛·埃曼紐埃萊一世像

訥韋爾的卡洛·貢扎加是文琴佐二世最小的叔公盧多維科·貢扎加的孫子，盧多維科於1550年入籍法國並於1565年娶了訥韋爾及勒泰勒的女繼承人訥韋爾的亨麗埃特，卡洛身為貢扎加家族的直系分支並且娶了前任公爵的女兒，又是個法國貴族，繼承曼托瓦爵位無庸置疑，他於1628年1月來到曼托瓦宣揚他的主權。
除了卡洛有另外兩個人宣稱對曼托瓦的繼承權，第一個是薩伏依公爵卡洛·埃曼紐埃萊一世，他的女兒薩伏依的瑪格麗塔嫁給了弗朗切斯科四世，他們的女兒瑪麗亞·貢扎加嫁給了訥韋爾的卡洛，他藉著自己的女兒以及外孫女，主張對蒙費拉托公國擁有繼承權。
另一個主張繼承權的還有瓜斯塔拉公爵費蘭特二世·貢扎加，他是文琴佐二世的另一個遠房堂親，雖然費蘭特二世沒有立即採取軍事行動，但他卻受到了神聖羅馬帝國皇帝斐迪南二世的支持，斐迪南二世的妻子艾蕾諾拉·貢扎加皇后是最後三位曼托瓦公爵們的妹妹，斐迪南二世支持費蘭特二世的原因不僅是因為他支持神聖羅馬帝國的盟國西班牙，更希望藉此將曼托瓦能回歸至神聖羅馬帝國的懷抱，因為如果法國支持的貢扎加-訥韋爾繼任的話，對帝國來說無疑是個潛在的威脅。
但隨著三十年戰爭的推移，各勢力間的聯盟有所轉變，卡洛·埃曼紐埃萊一世獲得了神聖羅馬帝國的支持，因為貢扎加-瓜斯塔拉系是在家族獲得蒙費拉托之前便已存在的分支，他們對曼托瓦的繼承權或許沒什麼問題，但對蒙費拉托的繼承權確實是存在爭議的，而卡洛·埃曼紐埃萊一世正好是希望能繼承蒙費拉托，以這個理論來看，兩者是沒有利益衝突的，而薩伏依剛好又位於法國的南邊，與薩伏依聯盟對神聖羅馬帝國的戰略無疑是有所幫助的。

## 衝突

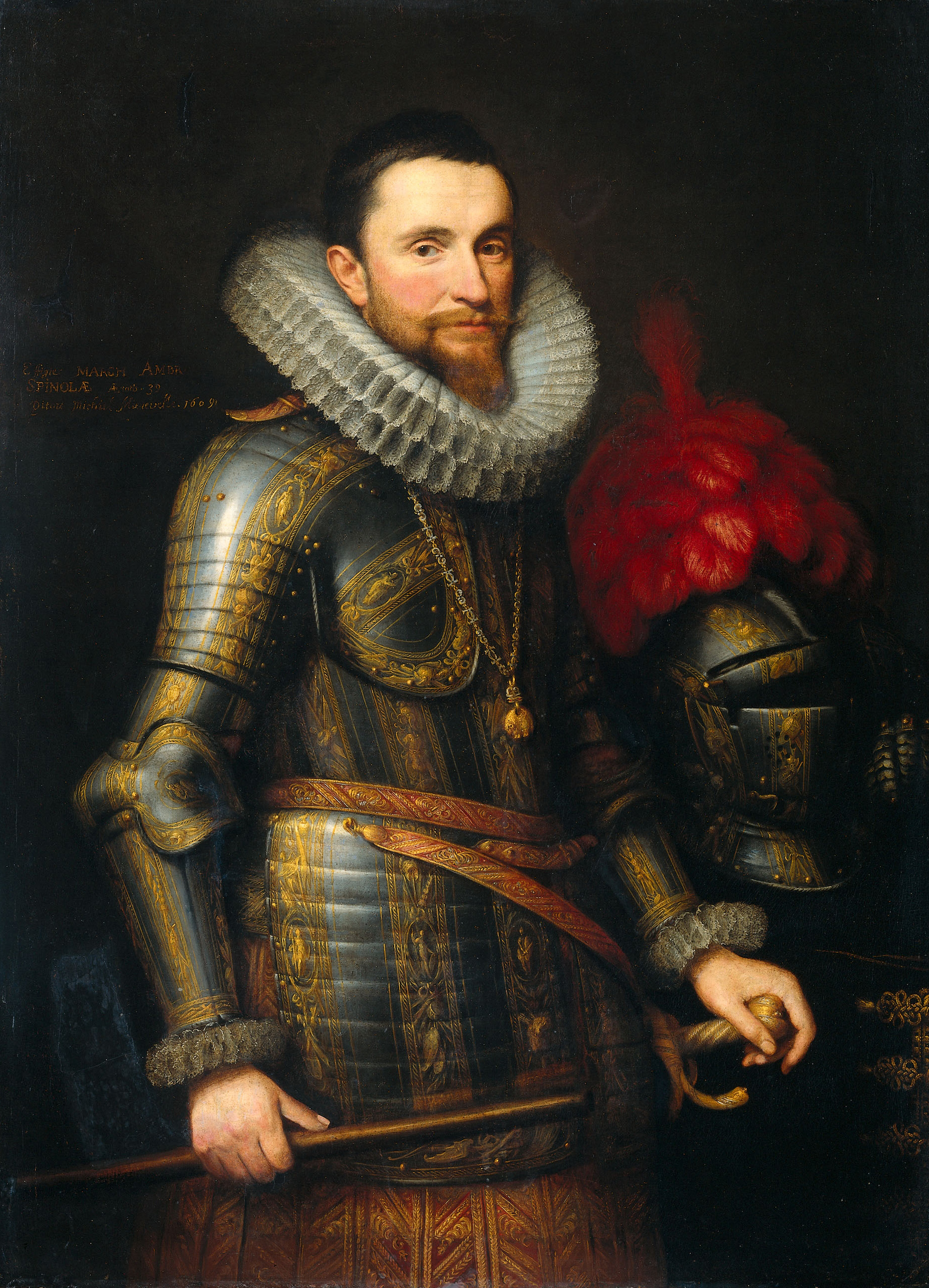
西班牙名將安布羅西奧·斯皮諾拉像

1628年春天卡洛·埃曼紐埃萊一世率軍佔領了蒙費拉托公國的北部領土，西班牙將領米蘭總督岡薩洛·費爾南德斯·德·科爾多巴從米蘭發兵前去支持他，他朝著蒙費拉托的首都卡薩萊進軍並控制了阿爾卑斯山到義大利北部的貿易路線，他們包圍了精心設防的卡薩萊，但無法攻下它。
法國在拉羅歇爾之圍後派兵前去援助卡薩萊，法軍於1629年3月穿越阿爾卑斯山的蒙特熱內夫爾山口並於3月6號占領了薩伏依城市蘇薩，卡洛·埃曼紐埃萊一世於蘇薩及基奧蒙泰兵敗並於3月11日與法軍簽訂了蘇薩條約允許法軍穿越薩伏依前去援助卡薩萊，卡薩萊於3月18日受到法軍援助而解圍，西班牙軍隊退回米蘭，法軍之後返回法國，只留下部分駐軍。
法軍的直接干預引起了神聖羅馬帝國的不滿，1629年9月帝國派遣拉姆博爾多 (科拉爾托伯爵)率領國土傭僕經由瓦爾泰利納來到義大利，帝國軍佔領了戈伊托並圍攻曼托瓦。法軍在黎胥留樞機的帶領下於1629年12月重回義大利並佔領了皮內羅洛及很大部分的薩伏依領土，法軍放棄前往曼托瓦，因為黎胥留想避免與帝國軍的直接衝突，訥韋爾的卡洛·貢扎加在得不到法軍的援軍後於1630年7月18日被迫投降談判，隨後這座城市被嚴重洗劫（稱為曼托瓦之劫），曼托瓦被帝國軍圍攻直到1630年7月，這時因為瑞典軍加入三十年戰爭，帝國將心力放回主要戰場上，因而從曼托瓦撤兵，雖然城市沒有被攻下，但已被戰火及軍隊帶來的瘟疫嚴重摧殘，曼托瓦之後再也沒有從這場災難中恢復。

## 衝突結束

### 雷根斯堡和約
1630年春天安布羅西奧·斯皮諾拉率領的西班牙軍隊再一次的包圍了法軍駐守的卡薩萊，雙方於9月4日在教宗特使馬扎然高超的談判技巧下簽訂暫時停火協議，西班牙軍隊得以進入城鎮而法軍從堡壘中撤離，9月25日，西班牙將領斯皮諾拉去世，但對城市的圍攻沒有因此停下，兩方於10月13日簽訂雷根斯堡和約（Trattato di Ratisbona），儘管法軍的攻勢明顯略遜，但和約內容基本上是說法軍可以繼續駐紮至格勞賓登州，並證實訥韋爾的卡洛·貢扎加為曼托瓦及蒙費拉托公爵，而哈布斯堡軍隊必須減少在該地的駐軍。這項條約通常被視為不利於西班牙，時任西班牙首相加斯帕爾·德·古茲曼甚至認為這個條約與投降無異。
這項條約還包含了一些對法國不利的協議，如禁止法國與任何神聖羅馬帝國境內的邦國聯盟，黎胥留說服路易十三拒絕簽屬這項條約。
雖然簽訂了條約，但於10月底，法軍派遣援軍亨利·德·紹姆貝格從阿斯蒂前去卡薩萊，10月26日，眼看雙方又將產生衝突，馬扎然樞機前來調停，提醒雙方已簽訂條約，應該要避免可能引發的衝突，最後雙方均同意撤離卡薩萊，兩方戰事至此告一段落。

### 凱拉斯科條約
這項條約於1631年4月6日由參戰方派出代表談判，並於1631年6月19日簽訂，名為凱拉斯科條約，基本內容包含下面5點： 
- 所有外國軍隊從戰區撤離。
- 薩伏依公國放棄對蒙費拉托的繼承權但以公國一半價值的15,000埃居作為補償條件並獲得特里諾及阿爾巴。
- 卡洛一世·貢扎加必須支付薩伏依公爵一次於這些土地上的總年收入作為補償。
- 卡洛一世·貢扎加得到其餘從帝國繼承的封地。
- 作為補償費蘭特二世·貢扎加的損失，他獲得雷焦洛及盧扎拉。

後來人們發現，透過此一條約，皮內羅洛被秘密的移交給了法國。

### 引用
1. ↑   Mariano Vignoli (a cura di), Castelli, guerre, assedi. Fortificazioni mantovane, bresciane e cremonesi alla prova del fuoco (secc. XIII-XVIII), Mantova, Comune di Asola - Publi Paolini, 2008, pp. 83-100.
2. ↑  Kate Simon, I Gonzaga. Storia e segreti, Ariccia, 2001, p.50. ISBN 88-8289-573-4.
3. ↑  Sven Externbrink, Le Coeur du Monde, Frankreich und die norditalienischen Staaten (Mantua, Parma, Savoyen) im Zeitalter Richelieus 1624 - 1635, Marburg, Univ., Diss., 1997, S. 145-153, ISBN 3-8258-4390-4